# Andreas Pauli von Liliencron
Andreas Pauli von Liliencron, oprindeligt Andreas Paulsen, (født 4. februar 1630 i Bredsted, død 22. august 1700 i Hamborg) var en dansk statsmand og tysk rigsfriherre.
Andreas Paulsen var søn af en købmand, men blev under et ophold ved Rigsdagen i Regensburg 1654 af kejseren ophøjet i adelsstanden med navnet von Liliencron. Under krigen mod Sverige 1657-1660 tjente han som generalauditør i den danske hær før freden i Roskilde og efter denne i den svenske. Ved den svenske hærs kapitulation i Nyborg 1659 blev han fange og trådte nu på ny i dansk tjeneste.
1662 blev han dansk resident i Wien og repræsenterede i en lang årrække Danmark ved kejserhoffet. Han havde store del i ordningen af "den oldenborgske sag". Oldenborg blev 1667-1773 regeret af de danske konger. 1679 udnævntes han til kansler i Hertugdømmerne Slesvig og Holsten og vendte året efter hjem for at overtage denne stilling, som han beklædte lige til sin død. 1681-1683 og 1690-1691 var han på ny gesandt ved kejserhoffet, og en måned før sin død blev han medlem af Konseillet.